# Хедж-фонд
Хедж-фонд (от англ. hedge — преграда, защита, страховка, гарантия) — инвестиционный фонд, ориентированный на максимизацию доходности при заданном риске или минимизацию рисков для заданной доходности. Представляет собой пул активов инвесторов, управляющийся профессионалами в интересах инвесторов.

## Общие сведения
Хедж-фонд — это особый частный инвестиционный фонд, не ограниченный нормативным регулированием, либо подверженный более слабому регулированию, недоступный широкому кругу лиц и управляемый профессиональным инвестиционным управляющим. Отличается особой структурой вознаграждения за управление активами.
Американские хедж-фонды по закону имеют право обслуживать только профессиональных инвесторов (англ. qualified investors), с первоначальным взносом не менее 5 млн долларов США для частных инвесторов и 25 млн долларов — для институциональных квалифицированных инвесторов. Неограниченность нормативным регулированием означает нелимитированность стратегии.
Профессиональные фонды в офшорных юрисдикциях предлагают более упрощённые условия (капитал для инвестирования от 100 000 долларов и нет ограничения по собственному капиталу управляющей компании).

## История
Первый хедж-фонд был создан Альфредом Уинслоу Джонсом в 1949 году. А. У. Джонс был социологом, среди прочего, писал статьи для американских журналов. Идея заработать с помощью инвестиций пришла к нему во время работы над статьей для «Fortune» о технических подходах к рынку. Целью созданного в 1949 году фонда A. W. Jones & Со было инвестировать деньги (свои и друзей) не ради собственно обогащения, а чтобы получить средства на жизнь и возможность заниматься любимым делом. Сам Джонс занимался социальными проблемами, в частности, проблемами бедности. Его инвестиционная стратегия заключалась в том, что он покупал акции, цена на которые могла вырасти, одновременно открывая шорты на акции компании, цены на которые, по его мнению, должны были упасть. Это позволяло снизить риск. Кроме того, он нашел способ отслеживания акций с высокой вероятностью роста.
Стратегия оказалась выигрышной, с 1960 по 1965 год она составила 325 %, что на 100 % больше, чем у самых доходных паевых фондов. За десять лет стоимость инвестиций Джонса выросла на 670 %. Его ставка составляла 20 % от прибыли.
Успешная стратегия получила распространение, в 1968 году в США было уже 140 инвестиционных партнёрств, которые Комиссия по ценным бумагам и биржам США отнесла к хедж-фондам.
Наибольшее развитие хедж-фонды получили со второй половины 1980-х годов. Тогда среди инвестиционных институтов выделился новый тип фондов, занимавшихся прогнозированием экономических и политических событий и, исходя из этого, формировавших свой инвестиционный портфель.
Наиболее популярным местом расположения фондов является Лондон, на который приходится 31 % этого рынка, затем следуют США с 27 %.

## Влияние хедж-фондов на мировую экономику
Всего в мире более 12 000 хедж-фондов, управляющих активами около 3 трлн долларов (на конец 2017 года).
Крупнейшими лондонскими фондами являются AHL (26 млрд долл.) и GLG (30 млрд долл.) под управлением Man Group plc. При этом точно оценить размеры активов под управлением именно конкретного фонда, а не команды (как в случае AHL и GLG) довольно сложно из-за юридической структуры современных фондов, которая может быть сильно запутана.
Одним из наиболее известных является хедж-фонд Quantum Джорджа Сороса, сыгравший на падении стоимости английского фунта стерлингов. После Чёрной среды 1992 года произошла девальвация английской валюты, а фонд Сороса заработал 1 миллиард долларов.
Кризис, начавшийся в США в середине 2007 года в результате массовых невозвратов рискованных ипотечных кредитов, привёл к снижению мировых фондовых индексов на 20 %. Механизм работы хедж-фондов того времени подробно раскрыт Майклом Льюисом в бестселлере 2010 года — «Большая игра на понижение. Тайные пружины финансовой катастрофы».

## Хедж-фонды в России
Хедж-фонды в России менее распространены из-за усложнённых правил регистрации. Аналогами хедж-фондов в России (с большим допущением) можно назвать общие фонды банковского управления, которые, в большей степени, по сравнению с паевыми инвестиционными фондами, могут использовать фьючерсы и опционы, а значит — и формировать агрессивную инвестиционную стратегию. Также некоторую схожесть с хедж-фондами имеет частное доверительное управление, при котором управляющий (частное лицо или представитель инвестиционной компании или брокера) может использовать сколь угодно агрессивные инвестиционные стратегии. При условии, что непосредственно инвестор полностью контролирует свой счёт и все сделки абсолютно прозрачны, это не противоречит существующей нормативной базе.